# 霊仙寺 (豊後高田市)
霊仙寺（れいせんじ）は、大分県豊後高田市夷にある天台宗の寺院。山号は夷山（えびすざん）。

## 概要
養老2年（718年）に仁聞によって開かれたと伝えられ、古い史料では夷石屋・夷山と呼ばれた寺院境内の中心であったとされ、混（根）本院と呼ばれていたとされる。
本尊は千手観音で、現在は２月１８日の開帳日のみの公開になっている。
境内には夷出身の仏師・板井氏の作品とされる石造物が多く残されている。また鐘楼門は江戸時代の建築で霊仙寺のシンボルとなっている。これは元々六所神社にあったものを移設したとされている。
境内は国名勝「中山仙境（夷谷）」及び大分県指定史跡「六郷山夷岩屋の寺社境内」の指定地となっている。
国東六郷満山霊場第十四番。

## 文化財
- 名勝（国指定）
  - 中山仙境（夷谷）（2018年10月15日指定）- 夷谷の中央を縦断する修行の道。江戸時代に霊仙寺僧が中心となって四国八十八箇所の写し霊場を勧請した。
- 大分県指定史跡
  - 六郷山夷岩屋の寺社境内（2016年2月10日指定）- 夷岩屋の境内（霊仙寺・実相院・六所神社・墓地）。
- 豊後高田市指定有形文化財
  - 霊仙寺国東塔（1970年10月1日指定）
  - 霊仙寺仁王像１・２（1970年10月1日指定）
  - 霊仙寺地蔵尊像（1970年10月1日指定）

## 交通
- 自動車：宇佐別府道路宇佐ICから約35km、50分。